# Secrétariat d'État chargé de l'Enseignement technique et de la Formation professionnelle
 (janvier 2018).
 (janvier 2018).
Si vous disposez d'ouvrages ou d'articles de référence ou si vous connaissez des sites web de qualité traitant du thème abordé ici, merci de compléter l'article en donnant les références utiles à sa vérifiabilité et en les liant à la section « Notes et références ».
Le Secrétariat d’État chargé de l’Enseignement Technique et de la Formation Professionnelle est un ministère de l’État de Côte d’Ivoire qui a pour mission de mener les politiques du gouvernement Ivoirien en matière de formation.
À l’avènement du premier gouvernement de la Troisième République mis en place le 11 janvier 2017, le Ministère de l’Enseignement Technique et de la Formation Professionnelle change d’appellation pour devenir le Secrétariat d’État chargé de l'Enseignement Technique et de la Formation Professionnelle avec pour titulaire Mamadou Touré comme premier Secrétaire d’État.

## Missions
Le Secrétariat d’État chargé de l’Enseignement Technique et de la Formation Professionnelle a une double mission  : 
- Répondre aux besoins en formation des populations pour leur insertion dans la vie active et favoriser leur promotion socioprofessionnelle.
- Satisfaire les besoins en personnel qualifié des entreprises pour améliorer leur performance et leur compétitivité.

Il participe ainsi au développement des ressources humaines, à la promotion sociale et professionnelle, à la réalisation des objectifs de croissance économique, à la réduction de la pauvreté et à la lutte contre le chômage. C’est dans ce cadre et en vue de pallier les nombreuses faiblesses du système que  le Conseil des Ministres a adopté une communication relative au plan stratégique de réforme de l’Enseignement Technique et de la Formation Professionnelle (ETFP) sur la période 2016-2020, le 28 décembre 2016.
Ce plan stratégique de réforme vise essentiellement à harmoniser le système éducation-formation, à accroître l’accessibilité du dispositif de l’ETFP, à améliorer la qualité des formations, à renforcer le partenariat École/Entreprise et à développer en conséquence l’employabilité des apprenants, tout en garantissant la qualité de la gouvernance du système. Ainsi, la réforme prévoit sept (07) axes d’intervention comprenant notamment l’intégration des secteurs productifs dans le système de formation de l’ETFP pour une formation de qualité, la densification de la formation, tant initiale que continue, la diversification et l’adaptation de l’offre de formation et la mise en place d’un cadre national de certification adossé à un répertoire national des certifications professionnelles.

## Formations et programmes

### Formations

#### L’Enseignement Technique
L’Enseignement Technique vise, outre l’enseignement général, une formation scientifique et technologique préparant à des études spécialisées supérieures. Ce type d’enseignement est dispensé dans les lycées techniques et prépare aux Baccalauréats (Techniques, de Techniciens ou Technologiques).
Les élèves sont admis dans les Lycées Techniques par voie d’orientation après la classe de troisième (3e) des Collèges et Lycées. 
Les séries de baccalauréat préparées en Côte d’Ivoire sont  :
- B : Sciences Économiques et Sociales ;
- E : Mathématiques et Techniques ;
- F1 : Construction Mécanique ;
- F2 : Électronique ;
- F3 : Électrotechnique ;
- F4 : Génie Civil ;
- F7 : Biochimie ;
- G1 : Techniques Administratives et Bureautiques ;
- G2 : Techniques Quantitatives de Gestion.

Les élèves issus de l’Enseignement Technique (titulaires du baccalauréat) ont pour vocation à poursuivre des études supérieures d’Ingénieur ou de Techniciens Supérieurs (BTS, DUT). Ils ne vont pas directement sur le marché du travail. Dans l’Enseignement Technique, les connaissances scientifiques et technologiques sont privilégiées pour préparer l’élève à des études supérieures dans les Grandes Écoles. 

#### La formation professionnelle
La formation professionnelle vise à permettre à un individu d’acquérir le savoir et le savoir-faire pratique nécessaires à l’exercice d’un métier ou d’une activité professionnelle.
La finalité principale de la formation professionnelle est l’entrée dans la vie active. La formation professionnelle est dispensée dans les Lycées Professionnels, dans les Centres de Formation Professionnelle et Centres assimilés.
Dans la formation professionnelle, l’accent est mis sur le savoir-faire pratique et la pratique du métier, donc beaucoup plus de temps de formation est consacré aux Travaux Pratiques (T.P.) dans les ateliers ainsi que les stages en entreprises. La formation professionnelle peut être initiale ou continue. Elle peut être diplômante ou qualifiante.

##### La formation professionnelle initiale
La formation professionnelle initiale prépare les jeunes sous statut scolaire à s’insérer dans un emploi qualifié. Elle a pour but de dispenser une formation théorique et technologique de base et de conférer des capacités et connaissances professionnelles qui permettent d’exercer un métier. 
Elle prépare les jeunes à l’entrée dans la vie professionnelle à tous les niveaux de qualification. Mais les diplômes obtenus donnent aussi droit de poursuivre des études dans le cycle suivant.

##### La formation professionnelle continue
La formation professionnelle continue est destinée à des personnes ayant déjà une qualification et engagées dans la vie active. Elle permet d’assurer le perfectionnement des travailleurs et chefs d’entreprise, de consolider et d’adapter en permanence leurs connaissances générales et professionnelles à l’évolution technologique.

##### La formation professionnelle diplômante et qualifiante
La formation professionnelle est dite diplômante lorsqu’elle est sanctionnée par un diplôme ; dans le cas contraire, elle est dite qualifiante, la formation est alors sanctionnée par une attestation.

### Programmes
Dans le système de l'ETFP, 101 diplômes couvrent 13 branches professionnelles. Bien qu'étant un pays à vocation agricole, les filières de formation dans ce domaine sont insuffisamment représentées en particulier au niveau des techniciens. Il en est de même pour les métiers de l'artisanat. Par ailleurs, les référentiels métiers-compétences, c'est-à-dire la description des métiers et les compétences correspondantes, réalisés en partenariat avec le Secteur Privé dans quinze (15 ) spécialités en Bâtiment et Travaux Publics (BTP), trois spécialités en Industrie Agro-Alimentaire (IAA) et deux en Maintenance Industrielle a permis la rénovation de vingt référentiels de Formation . 

### Personne l
Le Secrétariat d'État compterait un effectif total de 5230 agents, dont 3503 formateurs, dont 652 femmes, soit 19 % qui exercent dans les établissements .

### Différentes branches professionnelles
- Agriculture, Foresterie, Ressources Animales et Halieutiques ;
- Banque, Microfinance et Assurance ;
- Bâtiment et Travaux Publics ;
- Commerce et Réparation Automobile ;
- Hôtellerie, Tourisme, Restauration ;
- Industries Agroalimentaires ;
- Industries Mécaniques et Électriques ;
- Industries de Process ;
- Mines et Extraction ;
- Sanitaire et Social ;
- Textile, Habillement, Cuir et Peau ;
- TIC, Médias et Télécommunications ;
- Transport et Logistique.

Ces branches permettront de produire l’information sur le marché de la Formation et de l’emploi . 

### Niveau de qualification
Les niveaux de qualification dans l'ETFP sont :
- le Certificat de Qualification Professionnelle (CQP);
- le Certificat d’Aptitude Professionnelle (CAP), 3 ans après la classe de 5e ;
- le Brevet d’Etudes Professionnelles (BEP), 2 ans après la classe de 3e ;
- le Brevet de Technicien (BT), 3 ans après la classe de 3e ;
- le Brevet Professionnel (BP), CAP avec expérience professionnelle ;
- le Baccalauréat technique (BAC), 3 ans après la classe de 3e ;
- le Brevet de Technicien Supérieur (BTS), 2 ans après le BAC.